# Newportia dentata
Newportia dentata är en mångfotingart som beskrevs av Pocock 1890. Newportia dentata ingår i släktet Newportia och familjen Scolopocryptopidae.
Artens utbredningsområde är:
- Ecuador.
- Venezuela.

Inga underarter finns listade i Catalogue of Life.